# Locke (film)
Locke is een Britse dramafilm uit 2013, met scenario en regie van Steven Knight. De hoofdrol is voor Tom Hardy. Van Tom Holland, Olivia Colman, Andrew Scott, Ruth Wilson, Ben Daniels, en Alice Lowe zijn alleen de stemmen te horen.

## Verhaal
Ivan Locke is ploegbaas bij een bouwonderneming in Birmingham. Hij is getrouwd met Katrina, en heeft twee tienerzoons, Sean en Eddie.
Zeven maanden geleden kreeg hij bij een bouwklus in een andere stad Bethan als assistente toegewezen, waarmee hij toen een onenightstand had. Ze heeft hem laten weten dat ze zwanger is, en dat hij de vader moet zijn, want ze heeft niet met andere mannen seks gehad. Hij heeft Katrina niets verteld.
De dag voordat Ivan een grote betonstorting in Birmingham in goede banen moet leiden laat Bethan aan Ivan weten dat ze vervroegd in een Londens ziekenhuis gaat bevallen. Ondanks zijn verantwoordelijkheden voor zijn werk en hoewel zijn vrouw en zonen hem verwachten om samen naar een belangrijke voetbalmatch te kijken, besluit hij naar Londen te rijden om bij Bethan te zijn als ze bevalt, omdat ze erg onzeker is en niemand anders heeft. Ivan is namelijk heel ontevreden over zijn vader, die nooit naar hem omgekeken heeft, en wil koste wat kost zich nu niet aan hetzelfde schuldig maken.
De film verloopt in real time en toont na een eerste scène op de bouwplaats alleen Ivan in zijn auto, rijdend van Birmingham naar Londen, waarbij hij vele handsfree telefoongesprekken voert.
Ivan belt zijn baas Gareth, die erg boos is over zijn afwezigheid, en die het hoofdkantoor in Chicago belt, waarna Gareth Ivan terugbelt dat hij ontslagen is. Gareth vraagt nog waarom hij zich niet ziek gemeld heeft, waarop Ivan antwoordt dat hij dat niet heeft gedaan omdat het niet zo is.
Ivan belt zijn collega Donal en vertelt wat er aan de hand is. Donal is erg nerveus over de grote verantwoordelijkheid die hij krijgt bij de betonlevering en -storting, en er zijn verschillende moeilijkheden, maar Ivan geeft hem gedetailleerde instructies en veel goede raad. Ivan zegt hem ook dat hij niet moet opnemen als de baas belt. Donal gaat hiermee akkoord, want hij wil geen opdrachten krijgen van een vervanger van Ivan, waarvan hij verwacht dat die minder capabel is dan Ivan. Ondanks zijn ontslag doet Ivan er alles aan om het goed te laten verlopen, niet voor zijn Gareth of het hoofdkantoor, of om zijn baan terug te krijgen, maar voor het beton, en het gebouw.
Ivan belt Katrina om alles te vertellen, en dus ook zijn ontrouw te bekennen. Zij is erg overstuur, maakt het uit en zegt dat hij in het huis niet meer welkom is; ook al zou zijn misstap eenmalig zijn dan zou ze die daarom nog niet minder erg vinden.
Ivan wordt door een van zijn zoons wel gevraagd om terug naar huis te komen.
Ivan voert ook denkbeeldige gesprekken met zijn overleden vader, die hij zich voorstelt op de achterbank. Hij memoreert dat toen Ivan in de twintig was zijn vader eindelijk eens kwam opdagen en zijn excuses kwam maken, maar dat Ivan dit en ook zijn verschijning weerzinwekkend vond.
Ivan en Bethan bellen elkaar meermalen, waarbij Ivan steeds vertelt waar hij is en wanneer hij aan zal komen. Bethan zegt dat ze van hem houdt, maar Ivan wil niet zeggen dat hij van haar houdt, want hij kent haar nauwelijks. Wegens navelstrengomstrengeling moet met spoed operatief worden ingegrepen, maar Bethan wil wachten tot Ivan arriveert. Op verzoek van de dokter overtuigt Ivan haar ervan het advies van de dokter te volgen. Terwijl Ivan bijna aan het hospitaal is belt Bethan hem, en laat hem de huilende baby horen.

## Rolverdeling
- Tom Hardy als Ivan Locke - hoofdpersoon
- Ruth Wilson als Katrina - Ivans vrouw (stem)
- Olivia Colman als Bethan - de vrouw die gaat bevallen van een kind waarvan Ivan de vader is (stem)
- Andrew Scott als Donal - Ivans collega/ondergeschikte (stem)
- Ben Daniels als Gareth - Ivans baas (stem)
- Tom Holland - Eddie, zoon van Ivan (stem)
- Bill Milner als Sean, zoon van Ivan (stem)
- Danny Webb als Cassidy - gemeente-ambtenaar (in verband met verkeersregeling voor de betonwagens) (stem)
- Alice Lowe als Sister Margaret - verpleegster van Bethan (stem)
- Silas Carson als Dr. Gullu - arts van Bethan (stem)
- Lee Ross als agent Davids (in verband met verkeersregeling voor de betonwagens) (stem)
- Kirsty Dillon als Gareths vrouw (stem)

## Productie
De gehele film speelt zich af in een BMW X5, die meestal op een rijdende opligger stond tijdens de opnames. De opnames gebeurden in real time, en er werd alleen gestopt om de geheugenkaarten van de camera's te vervangen. Dit werd ruim tien maal gedaan (in acht nachten, vaak twee keer per nacht), zodat bij de montage keuzes gemaakt konden worden. De stemmen door de telefoon werden daarbij tegelijk opgenomen.